# Mile Mrkšić
Mile Mrkšić, szerbül: Миле Мркшић (Vrginmost, 1947. május 1. – Lisszabon, Portugália, 2015. augusztus 16.) a Jugoszláv Néphadsereg ezredese volt, aki a horvátországi háború alatt a vukovári csata alatt bevetett csapat vezetője volt. Azzal vádolták, hogy nem akadályozta meg 264 horvát kivégzését Vukovár eleste után. 20 év börtönre ítélték emiatt.

## Életrajza
A vukovári csata után a JNA vezérezredese, majd 1995 májusában a Krajinai Szerb Hadsereg főparancsnoka lett. 1995 augusztusában, Krajina bukása után megtagadták tőle, hogy egy ideig Szerbiába belépjen, mert sokan őt hibáztatták azért, mert a hadsereg elvesztette a csatát. Egy idő után házi őrizetbe került, majd korán nyugdíjazták, és ezt követően egy zöldségpiacon árult.
Mrkšić ellen Miroslav Radić, Veselin Šljivančanin és Slavko Dokmanović mellett a Hágai Nemzetközi Bíróság (ICTY) ellene is vádat emelt. Dokmanović később öngyilkos lett. Mrkšić 2002. május 15-én önként feladta magát a Hágai Nemzetközi Bíróságnak, majd ugyanaz nap bíróság elé is állították. Az ellene folyó eljárás 2005. októberben kezdődött, és 2007-ben, bűnösségének kimondásával ért véget.

### Vádak
- Öt rendbeli emberiesség elleni bűntett: a Hágai Nemzetközi Törvényszék statútumának 5. bekezdése alapján politikai, faji, vallási alapon való üldöztetés, népírtás, kínzás, embertelen bánásmód.
- A háborús törvények három rendbeli megsértése a Hágai Nemzetközi Törvényszék statútumának 3. cikke alapján (gyilkosság, kínzás, embertelen bánásmód).

2007. szeptember 27-én a törvényszék Mrkšićet bűnösnek mondta ki  Ovčaránál civilek és hadifoglyok meggyilkolásának elősegítésében és ebben való felbujtóként, támogatóként és felbujtóként az ott fogva tartottak kínzásában és az ott elkövetett szégyenteljes tettekben. 20 év börtönre ítélték. A döntés felháborodást keltett Horvátországban, ahol ennél súlyosabb ítéletet vártak. Az állami rádió „megrázónak” nevezte a döntést, míg a miniszterelnök szerint a határozat „szégyenteljes”.

### Ítélet
2012. augusztusban Mrkšićet 20 év börtönre ítéltek, amit Portugáliában a szigorúan őrzött Monsanto börtönben kellett letöltenie. Három évvel később, 2015. augusztus 16-án 68 évesen meghalt.